# Croce Rossa etiope

il simbolo della Croce Rossa

La Croce Rossa etiope (in inglese Ethiopian Red Cross Society, ovvero "Società etiope della Croce Rossa") è la società nazionale di Croce Rossa della Repubblica Federale Democratica d'Etiopia, stato dell'Africa orientale. La Società conta oltre 800.000 tra membri e volontari (nel 2002).

## Storia
È stata fondata con decreto governativo dell'8 luglio 1935 durante il periodo di occupazione italiana (1935-1941) e riconosciuta dal CICR nello stesso anno. Nell'ottobre del 1947 viene pubblicato il primo statuto, la Società ha aderito alla  Federazione nel 1950.
Nel 1969 viene fondata dall'Associazione la prima scuola per infermieri del paese.
La prima assemblea generale si è tenuta nel 1986. Nel 1999 lo statuto della Associazione è stato revisionato.

## Organizzazione
Il governo della società è affidato al Comitato Esecutivo Nazionale che si riunisce una volta al mese, oltre ad eventuali sedute straordinarie.

## Suddivisioni territoriali
La ERCS è presente sul territorio tramite 11 sezioni regionali, la cui area di competenza corrisponde a quella delle 9 regioni amministrative più le due città autonome di Addis Abeba e Dire Daua. Al di sotto di essi ci sono 23 sezioni di zona competenti ciascuno per zona amministrativa (dette "kilil") e 41 sezioni rionali competenti per "Woreda", ovvero rione amministrativo. Le sezioni raggruppano circa 1500 comitati locali distribuiti sul territorio.

## Attività

### Salute
La Croce Rossa etiope è impegnata in attività primarie per la sanità nazionale, che includono corsi di formazione per assistenti al parto e operatori sanitari per le comunità, allestimento di ambulatori, programmi di vaccinazione, fornitura di acqua potabile. La prevenzione dell'AIDS/HIV è realizzata attraverso campagne di educazione alla prevenzione nelle scuole, svolte principalmente nelle scuole secondarie e nei Club giovanili della Croce Rossa; inoltre la ERCS effettua monitoraggio del sangue destinato alle trasfusioni presso i propri centri di raccolta, in modo da prevenire la trasmissione del virus.
La Croce Rossa etiope porta avanti un programma di controllo della tossicodipendenza, distribuendo droghe a costi accessibili attraverso le Farmacie; inoltre è uno dei membri del Rome Consensus per la lotta alla dipendenza da stupefacenti. La collaborazione con il Ministero per la Salute ha consentito vaste campagne di vaccinazione in occasione di epidemie, come è avvenuto per la meningite nel 2001 e nel 2002.

### Raccolta del sangue
Esistono dieci centri trasfusionali della Società, dove viene raccolto il sangue dei donatori. Inoltre vi si svolgono campagne di reclutamento dei donatori volontari, monitoraggio del sangue per la prevenzione di contagi, produzione di derivati del sangue e formazione specifica di medici e insegnanti della pubblica istruzione. Attraverso queste strutture, la ERCS fornisce circa l'80% del sangue e dei suoi derivati nel Paese.

### Educazione sanitaria
Corsi di primo soccorso sono tenuti dalla ERCS presso scuole, industrie, aziende pubbliche e organizzazioni non governative. Servizi di primo soccorso sono organizzati dalle sezioni giovanili presso le scuole e le manifestazioni pubbliche come feste e raduni.

### Servizio ambulanze
La ERCS mantiene un servizio di trasporto degli infermi mediante ambulanze dove esiste un sufficiente supporto finanziario da parte del municipio locale e dove la sezione locale abbia un adeguato organico. In genere i trasporti vengono effettuati nel raggio di 30 km, ma sono garantiti trasferimenti più lunghi ai casi più critici che necessitano di essere trasportati presso strutture adeguate ancorché distanti.

### Prevenzione dei disastri
Esistono programmi locali mirati alla conservazione del suolo e dell'ambiente, fornitura di acqua potabile e l'impianto di alberi.

### Protezione e difesa civile
La ERCS si impegna a fornire cibo, alloggio ed assistenza medica alle vittime di calamità naturali, disastri industriali ed eventi bellici, in collaborazione con la Federazione Internazionale. Inoltre prevede programmi di riabilitazione della popolazione, come fornitura di attrezzi agricoli e sementi alle comunità vittime della siccità.

### Ricerca di persone
La ERCS svolge all'occorrenza un servizio ricerca di persone in collaborazione con il Comitato Internazionale al fine di ricongiungere i nuclei familiari separati da conflitti o disastri di ogni tipo.